# Chileense koningsklip
De Chileense koningsklip of rode koningsklip (Genypterus chilensis) is een straalvinnige vis uit de familie van Ophidiidae en behoort derhalve tot de orde van naaldvisachtigen (Ophidiiformes). De vis kan een lengte bereiken van 150 cm.

## Leefomgeving
De Chileense koningsklip is een zoutwatervis. De vis prefereert een diepwaterklimaat en leeft hoofdzakelijk in de Grote Oceaan.

## Relatie tot de mens
De Chileense koningsklip is voor de visserij van aanzienlijk commercieel belang. In de hengelsport wordt er weinig op de vis gejaagd.